# Rönö landsfiskalsdistrikt
Rönö landsfiskalsdistrikt var 1918–1964 ett landsfiskalsdistrikt i Södermanlands län, bildat när Sveriges indelning i landsfiskalsdistrikt trädde i kraft den 1 januari 1918, enligt beslut den 7 september 1917. Den 1 januari 1965 avskaffades i Sverige samtliga landsfiskaler och landsfiskalsdistrikt, och deras arbetsuppgifter delades upp på de nyskapade indelningarna polisdistrikt, åklagardistrikt och kronofogdedistrikt.
Landsfiskalsdistriktet låg under länsstyrelsen i Södermanlands län.

## Ingående områden
När Sveriges nya indelning i landsfiskalsdistrikt trädde i kraft den 1 oktober 1941 (enligt kungörelsen den 28 juni 1941) tillfördes kommunerna Bergshammar, Nikolai och Tunaberg från det upplösta Nyköpings landsfiskalsdistrikt. Samtidigt överfördes kommunerna Bogsta, Sättersta och Tystberga till Trosa landsfiskalsdistrikt. 1 januari 1950 utbröts Oxelösunds stad ur Nikolai landskommun. När Sveriges nya indelning i landsfiskalsdistrikt trädde i kraft den 1 januari 1952 (enligt kungörelsen 1 juni 1951) ändrades distriktets omfattning.

### Från 1918
Rönö härad:
- Bogsta landskommun
- Helgona landskommun
- Lids landskommun
- Ludgo landskommun
- Ripsa landskommun
- Runtuna landskommun
- Råby-Rönö landskommun
- Spelviks landskommun
- Sättersta landskommun
- Svärta landskommun
- Tystberga landskommun

### Från 1 oktober 1941
Jönåkers härad:
- Bergshammars landskommun
- Nikolai landskommun
- Tunabergs landskommun

Rönö härad:
- Helgona landskommun
- Lids landskommun
- Ludgo landskommun
- Ripsa landskommun
- Runtuna landskommun
- Råby-Rönö landskommun
- Spelviks landskommun
- Svärta landskommun

### Från 1950
- Oxelösunds stad

Jönåkers härad:
- Bergshammars landskommun
- Tunabergs landskommun

Rönö härad:
- Helgona landskommun
- Lids landskommun
- Ludgo landskommun
- Ripsa landskommun
- Runtuna landskommun
- Råby-Rönö landskommun
- Spelviks landskommun
- Svärta landskommun

### Från 1 januari 1952
- Björkviks landskommun
- Jönåkers landskommun
- Oxelösunds stad
- Rönö landskommun
- Stigtomta landskommun
- Svärta landskommun
- Tunabergs landskommun